# Advanced Packaging Tool
 (août 2022).
Pour les articles homonymes, voir APT.
Advanced Packaging Tool  (outil de paquetage avancé) ou APT est un gestionnaire de paquets utilisé par Debian et ses dérivés.

## Principes
APT fut conçu à l'origine pour fonctionner avec des paquets .deb sur des distributions Debian, mais a depuis été adapté pour fonctionner avec des paquets Red Hat Package Manager (RPM) avec l'outil apt-rpm, et pour fonctionner sur d'autres systèmes d'exploitation tels que Mac OS X (voir Fink). Sur les systèmes avec une gestion de paquets basée sur le format .deb, comme Debian, APT est une interface à dpkg, un peu comme urpmi est l'interface de rpm.
APT simplifie l'installation, la mise à jour et la désinstallation de logiciels en automatisant la récupération de paquets à partir de sources APT (sur Internet, le réseau local, des CD-ROM, etc.), la gestion des dépendances et parfois la compilation. Lorsque des paquets sont installés, mis à jour ou enlevés, les programmes de gestion de paquets peuvent afficher les dépendances des paquets, demander à l'administrateur si des paquets recommandés ou suggérés par des paquets nouvellement installés devraient aussi être installés, et résoudre les dépendances automatiquement. Les programmes de gestion de paquets peuvent aussi mettre à jour tous les paquets.
Il existe désormais une commande apt, qui réunit les fonctions de apt-get et apt-cache,. aptitude est un autre logiciel populaire utilisant la bibliothèque APT.
APT est souvent vantée comme une des meilleures fonctionnalités de Debian. Depuis de nombreuses itérations, APT est présent en natif avec le système. C'est l'outil central de mise à jour, installation et suppression de paquets.

## Sources
Les dépôts du projet Debian comptent plus d'une dizaine de milliers de paquets disponibles. Pour obtenir d'autres paquets, d'autres dépôts peuvent être ajoutés aux sources de APT (répertoriées dans le fichier /etc/apt/sources.list). Des problèmes peuvent survenir lorsque plusieurs sources offrent des paquets de même nom. Les systèmes avec un tel potentiel de conflits peuvent utiliser des marqueurs APT pour contrôler quelles sources doivent être préférées.
En plus des dépôts sur le réseau, des cédéroms et d'autres médiums de stockage peuvent être utilisés comme dépôts APT. Les cédéroms Debian disponibles pour le téléchargement contiennent des dépôts APT. Cela permet à des systèmes sans accès au réseau d'être mis à jour.

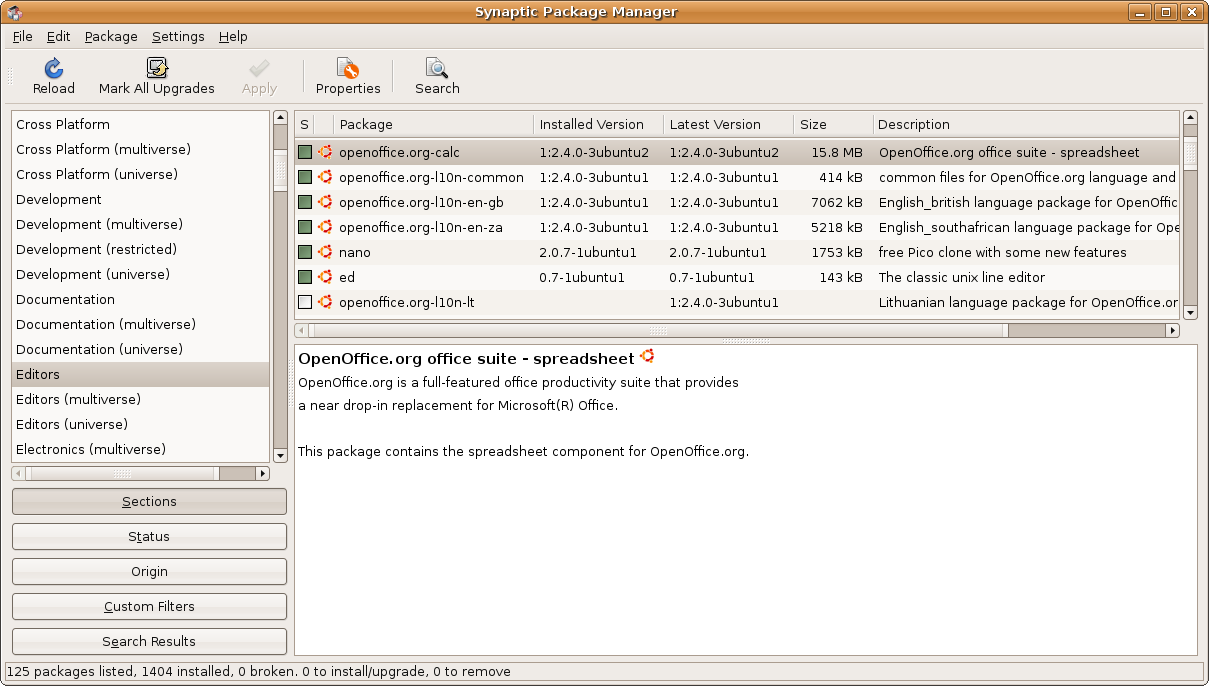
Synaptic 0.61 sous Ubuntu 8.04 LTS.

## Programmes de gestion de paquets
Plusieurs interfaces graphiques à APT sont disponibles. Entre autres :
- Aptitude, qui utilise ncurses ;
- KPackage (en), qui fait partie de KDE ;
- Adept Manager, qui fait partie de KDE ;
- Synaptic, qui utilise GTK+.

### apt
apt est le programme de gestion de paquets en mode invite de commande fourni avec le paquet apt de Debian. Néanmoins, c'est probablement encore le programme le plus utilisé.
Par exemple, la sortie suivante pourrait être obtenue en installant le logiciel de messagerie instantanée Pidgin :
```
# apt install pidgin
Lecture des listes de paquets… Fait       
Construction de l'arbre des dépendances       
Lecture des informations d'état… Fait       
Les paquets supplémentaires suivants seront installés :                         
  libpurple-bin libpurple0 pidgin-data                                          
Paquets suggérés :                                                              
  tcl8.4 tk8.4 evolution-data-server                                            
Les NOUVEAUX paquets suivants seront installés :                                
  libpurple-bin libpurple0 pidgin pidgin-data                                   
0 mis à jour, 4 nouvellement installés, 0 à enlever et 1 non mis à jour.        
Il est nécessaire de prendre 9 988ko dans les archives.                         
Après cette opération, 30,5Mo d'espace disque supplémentaires seront utilisés.  
Souhaitez-vous continuer [O/n] ?

```

APT cherche dans sa liste de paquets en cache et indique les dépendances qui doivent être installées ou mises à jour. Après confirmation :
```
Réception de : 1 http://ftp.fr.debian.org sid/main pidgin-data 2.6.1-2 [7 227kB]
Réception de : 2 http://ftp.fr.debian.org sid/main libpurple0 2.6.1-2 [1 908kB] 
Réception de : 3 http://ftp.fr.debian.org sid/main libpurple-bin 2.6.1-2 [96,1kB]
Réception de : 4 http://ftp.fr.debian.org sid/main pidgin 2.6.1-2 [757kB]
9 988ko réceptionnés en 5s (1 680ko/s)
Sélection du paquet pidgin-data précédemment désélectionné.
(Lecture de la base de données… 95642 fichiers et répertoires déjà installés.)
Dépaquetage de pidgin-data (à partir de…/pidgin-data_2.6.1-2_all.deb)…
Sélection du paquet libpurple0 précédemment désélectionné.
Dépaquetage de libpurple0 (à partir de…/libpurple0_2.6.1-2_amd64.deb)…
Sélection du paquet libpurple-bin précédemment désélectionné.
Dépaquetage de libpurple-bin (à partir de…/libpurple-bin_2.6.1-2_all.deb)…
Sélection du paquet pidgin précédemment désélectionné.
Dépaquetage de pidgin (à partir de…/pidgin_2.6.1-2_amd64.deb)…
Traitement des actions différées (« triggers ») pour « hicolor-icon-theme »…
Traitement des actions différées (« triggers ») pour « man-db »…
Traitement des actions différées (« triggers ») pour « menu »…
Traitement des actions différées (« triggers ») pour « desktop-file-utils »…
Paramétrage de pidgin-data (2.6.1-2)…
Paramétrage de libpurple0 (2.6.1-2)…
Paramétrage de libpurple-bin (2.6.1-2)…
Paramétrage de pidgin (2.6.1-2)…
Traitement des actions différées (« triggers ») pour « menu »…

```

APT récupère, configure et installe les dépendances automatiquement.
Les autres commandes de apt les plus utilisées sont search, update, upgrade et  dist-upgrade :
- apt search recherche un paquet dans la liste des paquets disponibles ;
- apt update met à jour la liste des paquets disponibles à partir des sources du fichier /etc/apt/sources.list ;
- apt upgrade remplace chaque paquet installé par la dernière version disponible ;
- apt dist-upgrade remplace chaque paquet installé par la dernière version disponible, installe les paquets supplémentaires nécessaires et supprime les paquets devenus inutiles.

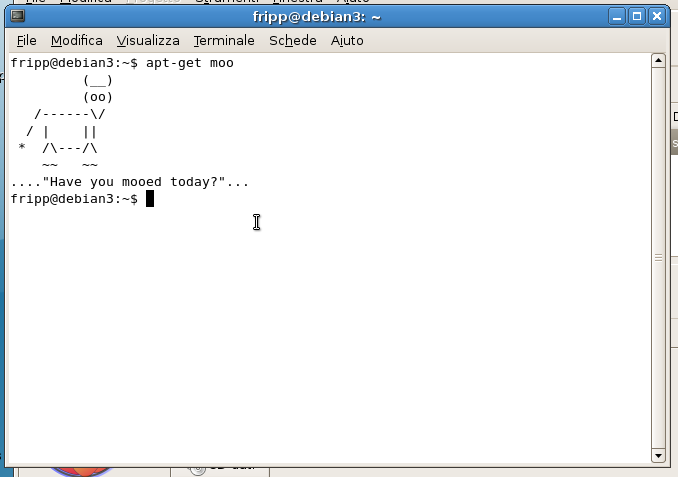
Fonction cachée de apt-get moo.